# جيمس وتون
جيمس وتون (بالإنجليزية: James Wootton)‏ (1895 في المملكة المتحدة - 1960) هو لاعب كرة قدم بريطاني (وحمل سابقاً جنسية المملكة المتحدة لبريطانيا العظمى وأيرلندا) في مركز جناح ‏. لعب مع بورت فايل ونادي هيرفورد ونونيتون بورو ‏ ونادي نيلسون وOakengates Athletic F.C. ‏ ورجبي تاون.